# Nima Kiann
Nima Kiann, född 26 januari 1970 i Teheran i Iran, är en iransk-svensk balettdansare, koreograf och dansforskare. Han är grundare och konstnärlig ledare för Les Ballets Persans, ett danskompani baserat i Sverige som förvaltar och vidareutvecklar arvet efter Irans nationella balett.

## Biografi
Kiann föddes i Teheran och studerade vid Tehran Fine Arts School innan han vid 17 års ålder flyttade till Turkiet och senare till Sverige. I början av 1990-talet antogs han som enda manliga elev vid Balettakademien i Göteborg, där grundaren Lia Schubert utformade ett specialanpassat klassiskt program för honom. Efter utbildningen fick han kontrakt vid Göteborgsoperans balett 1994 och fortsatte sedan sin dansutbildning i Frankrike vid École supérieure de danse de Cannes Rosella Hightower.

## Les Ballets Persans
År 1998 inledde Kiann arbetet med att återskapa Irans nationella balettkompani, vilket ledde till att Les Ballets Persans grundades i Sverige 2001. Kompaniet hade sin världspremiär 2002 och har sedan dess arbetat med att återuppliva förbisedda verk av koreografer från Mellanöstern och Centralasien, bland annat baletter från Sovjettiden i Azerbajdzjan. Premiären fick dock hård kritik för att vara alltför amatörmässig. Inom ramen för kompaniet har Kiann skapat flera utbildningsinitiativ, bland annat L’Academie de Ballets Persans och European Youth Dance Project. Dessa initiativ fick lika hård kritik, och European youth dance programme lades ner efter bara tre veckor, då övriga koreografer (utom Kiann) dragit sig ur projektet, och dansarna (som betalat utbildningsavgift för att medverka) krävde att få tillbaka utbildningsavgiften. Kiann har även samarbetat med de nationella baletterna i Tadzjikistan och Kirgizistan, där han organiserade deras första internationella turnéer efter Sovjetunionens fall..

## Forskning och kulturarbete
Utöver sitt konstnärliga arbete har Kiann varit verksam som dansforskare och kulturdebattör. Han har publicerat artiklar om persisk danshistoria och dansens roll i diasporan, samt utvecklat facktermer för balett på persiska. Han har också varit konstnärlig rådgivare för kulturinstitutioner i bland annat Kanada och Kirgizistan.